# Eli Lieb
Elias Howard Lieb (Fairfield, Iowa, 11 de setembro de 1979) é um cantor e compositor americano independente. Reside atualmente em Los Angeles, onde esteve trabalhando em seu segundo álbum.

## História
Aos vinte anos, Lieb deixou sua cidade natal, Fairfield, Iowa, para seguir na música profissionalmente em Nova York. Além de assistir às aulas na The New School, Lieb começou a cantar em sessões locais de microfone aberto, onde foi apresentado a Jonathan Daniel, da Crush Management. Os dois começaram a se reunir com gravadoras e Lieb começou a colaborar com outros compositores.  No decorrer dessas reuniões, o pai de Lieb morreu e ele cessou abruptamente sua carreira musical. Lieb voltou para Fairfield e passou mais de três anos sem tocar ou escrever uma música

### 2009–11: álbum de estréia: Eli Lieb
Em 2009, Lieb começou a gravar covers de canções populares para o YouTube  em sua casa em Fairfield. Seus vídeos rapidamente começaram a acumular um grande número de visualizações, e a resposta positiva que ele recebeu on-line o encorajou a lançar seu primeiro álbum, o auto-intitulado Eli Lieb, lançado de forma independente em 25 de outubro de 2011. Lieb escreveu, gravou e produziu o álbum sozinho em Fairfield.

### 2013–presente: Pós-estreia de singles e segundo álbum de estúdio
O single  "Young Love" de Eli Lieb  foi lançado em julho de 2013, com o blog de música  Idolator chamando-o de "um hino pop / rock instantaneamente cativante que soa como um cruzamento entre Katy Perry e Bruce Springsteen". Em outubro de 2013, o cover de Eli  no YouTube de "Wrecking Ball"  de Miley Cyrus se tornou viral e foi apoiado pelas mídias sociais pelos cantores Adam Lambert e Lucy Hale.
Em 2014, Lieb lançou em download digital gratuito, a canção intitulada "Safe In My Hands" em conjunto com a campanha #OutHoldingHands da Allstate. A música foi executada e co-escrita por Lieb, e foi apresentada em um curta-metragem de animação para a mesma campanha. "Safe In My Hands" também foi destaque no final da 2ª temporada de  The Fosters da Freeform, e ganhou "Best In Show" e "Best Original Song" no American Music Producers Awards for Music and Sound.
Em 8 de julho de 2014, Lieb lançou o single "Zeppelin", produzido por John Feldmann. O videoclipe acompanhante foi lançado em 15 de julho, e foi dirigido por Geoff Boothby.
Em 13 de setembro de 2014, Lieb cantou "Young Love" no  GLAAD Gala San Francisco: evento Game Changers para a igualdade LGBT, através da mídia.
Lieb também lançou o single "Lightning In A Bottle", também produzido por Fieldman, e seu vídeoclipe em 19 de novembro de 2014. Trabalhou também com Feldmann, como produtor, em seu segundo álbum  lançado em 2018. Em setembro de 2015, ele tinha mais de 30 milhões de visualizações em seu canal do YouTube.

## Compositor
Em 2013 Lieb se mudou para Los Angeles para continuar a sua carreira como compositor. Ele tem colaborado com artistas como Cheyenne Jackson e Crystal Bowersox. Ele também está confirmado para colaborar com Adam Lambert depois de serem vistos juntos em várias ocasiões.
Em 2015, Lieb escreveu com artistas musicais como Hey Violet e Laura Marano  ao lado da parceira de escrita Stacy Jones.
Em março de 2016, Eli e o cantor e compositor abertamente gay, Steve Grand  co-escreveram um dueto "Look Away". Em novembro de 2016, o videoclipe recebeu mais de 1.000.000 de visualizações no YouTube.
Em 13 de junho de 2016, dois dias após o tiroteio da boate Pulse em Orlando, Flórida, Lieb e Brandon Skeie co-escreveram uma música chamada "Pulse" e a lançaram em memória das vítimas no tiroteio.

## Vida pessoal
Lieb é abertamente gay, um assunto que retorna repetidamente em suas músicas e vídeos musicais.
Lieb vem de uma família que medita e pratica Meditação Transcendental desde a infância. Ele credita isso ao permitir que ele "crie livremente a música que estou criando sem qualquer medo" Lieb é um graduado pela Maharishi School , em Fairfield, Iowa, e tem conhecimento de Sânscrito. já trabalhou com David Lynch Foundation para financiar o ensino da Meditação Transcendental.

## Discografia

### Álbum
| Standard edition |                     |         |  |
| N.º              | Título              | Duração |  |
| 1.               | "Red"               | 1:53    |  |
| 2.               | "All I Wanted"      | 4:16    |  |
| 3.               | "Place of Paradise" | 3:34    |  |
| 4.               | "Tightrope"         | 3:55    |  |
| 5.               | "Tidal Waves"       | 4:14    |  |
| 6.               | "We Own the Beat"   | 3:25    |  |
| 7.               | "Ghost"             | 3:22    |  |
| 8.               | "Red and Blue"      | 4:13    |  |
| 9.               | "Call It a Day"     | 3:16    |  |
| 10.              | "Undone"            | 4:12    |  |

| Standard edition |                                           |         |  |
| N.º              | Título                                    | Duração |  |
| 1.               | "Fall for You"                            | 4:58    |  |
| 2.               | "Round and Round"                         | 3:19    |  |
| 3.               | "Until You've Fallen Down"                | 3:16    |  |
| 4.               | "Kissing Your Tattoos"                    | 3:08    |  |
| 5.               | "When You Need a Friend"                  | 3:32    |  |
| 6.               | "Next To You"                             | 2:54    |  |
| 7.               | "Shangri La"                              | 4:01    |  |
| 8.               | "Hollywood"                               | 3:48    |  |
| 9.               | "Castles"                                 | 3:02    |  |
| 10.              | "The Nights We Lived"                     | 4:09    |  |
| 11.              | "Round and Round (Future Gangster Remix)" | 3:33    |  |
| 12.              | "Next to You (Future Gangster Remix)"     | 4:24    |  |
| 13.              | "Hollywood (Future Gangster Remix)"       | 4:43    |  |

### Singles
| Título                          | Ano  | Álbum               |
| ------------------------------- | ---- | ------------------- |
| "Place of Paradise"             | 2011 | Eli Lieb            |
| "Young Love"                    | 2013 | —                   |
| "Zeppelin"                      | 2014 | —                   |
| "Lightning In A Bottle"         | 2014 | —                   |
| "Look Away (feat. Steve Grand)" | 2016 | —                   |
| "Pulse (feat. Brandon Skeie)"   | 2016 | —                   |
| "Shangri La"                    | 2017 | The Nights We Lived |
| "Kissing Your Tattoos"          | 2017 | The Nights We Lived |
| "Until You’ve Fallen Down"      | 2017 | The Nights We Lived |
| "Next To You"                   | 2017 | The Nights We Lived |

## Videoclipes
| Título                  | Artista  | Diretor(s)                       |
| ----------------------- | -------- | -------------------------------- |
| "Place of Paradise"     | Eli Lieb | Geoff Boothby e Nicholai Fischer |
| "Young Love"            | Eli Lieb | Geoff Boothby                    |
| "Safe In My Hands"      | Eli Lieb | Allstate                         |
| "Zeppelin"              | Eli Lieb | Geoff Boothby e Sharkpig         |
| "Lightning In A Bottle" | Eli Lieb | Geoff Boothby e Sharkpig         |

## Prêmios e indicações
| Ano  | Apresentador                                        | Prêmio                                      | Resultado |
| ---- | --------------------------------------------------- | ------------------------------------------- | --------- |
| 2015 | American Music Producers Awards for Music and Sound | Melhor Canção Original ("Safe In My Hands") | Venceu    |
| 2015 | American Music Producers Awards for Music and Sound | Best In Show ("Safe In My Hands")           | Venceu    |